# Biathlon aux Jeux olympiques de 2018 – Poursuite hommes
Navigation
Sotchi 2014 Pékin 2022
L'épreuve masculine du 12,5 km poursuite aux Jeux olympiques d'hiver de 2018 a lieu le 12 février 2018 au Centre de biathlon et de ski de fond d'Alpensia.
La poursuite est à nouveau remportée par le français Martin Fourcade, devant le suédois Sebastian Samuelsson et l'allemand Benedikt Doll.

## Médaillés
| Or                       | Argent                       | Bronze                    |
| Martin Fourcade (France) | Sebastian Samuelsson (Suède) | Benedikt Doll (Allemagne) |

## Résultats
La course commence à 21 h 00 heure locale.
Légende : C - Couché ; D - Debout
| Rang                                | Dossard | Athlète                | Pays               | Départ     | Pénalités (C+C+D+D) | Temps         | Retard         |
| ----------------------------------- | ------- | ---------------------- | ------------------ | ---------- | ------------------- | ------------- | -------------- |
| Médaille d'or, Jeux olympiques      | 8       | Martin Fourcade        | France             | 0 min 22 s | 1 (1+0+0+0)         | 32 min 51 s 7 |                |
| Médaille d'argent, Jeux olympiques  | 14      | Sebastian Samuelsson   | Suède              | 0 min 34 s | 1 (0+0+1+0)         | 33 min 03 s 7 | + 12 s 0       |
| Médaille de bronze, Jeux olympiques | 6       | Benedikt Doll          | Allemagne          | 0 min 18 s | 1 (0+1+0+0)         | 33 min 06 s 8 | + 15 s 1       |
| 4                                   | 13      | Tarjei Bø              | Norvège            | 0 min 34 s | 3 (0+0+1+2)         | 33 min 54 s 3 | + 1 min 02 s 6 |
| 5                                   | 7       | Simon Schempp          | Allemagne          | 0 min 21 s | 3 (0+0+1+2)         | 33 min 54 s 4 | + 1 min 02 s 7 |
| 6                                   | 15      | Benjamin Weger         | Suisse             | 0 min 37 s | 2 (1+0+0+1)         | 33 min 54 s 8 | + 1 min 03 s 1 |
| 7                                   | 12      | Simon Desthieux        | France             | 0 min 32 s | 3 (1+0+1+1)         | 33 min 55 s 4 | + 1 min 03 s 7 |
| 8                                   | 1       | Arnd Peiffer           | Allemagne          |            | 3 (0+0+1+2)         | 34 min 05 s 8 | + 1 min 14 s 1 |
| 9                                   | 5       | Erlend Bjøntegaard     | Norvège            | 0 min 17 s | 4 (1+0+0+3)         | 34 min 18 s 0 | + 1 min 26 s 3 |
| 10                                  | 10      | Lukas Hofer            | Italie             | 0 min 31 s | 3 (1+1+1+0)         | 34 min 24 s 4 | + 1 min 32 s 7 |
| 11                                  | 11      | Erik Lesser            | Allemagne          | 0 min 32 s | 2 (0+0+1+1)         | 34 min 27 s 6 | + 1 min 35 s 9 |
| 12                                  | 24      | Andrejs Rastorgujevs   | Lettonie           | 0 min 56 s | 4 (1+0+1+2)         | 34 min 29 s 3 | + 1 min 37 s 6 |
| 13                                  | 17      | Tomas Kaukėnas         | Lituanie           | 0 min 45 s | 2 (0+0+1+1)         | 34 min 31 s 8 | + 1 min 40 s 1 |
| 14                                  | 28      | Simon Eder             | Autriche           | 1 min 04 s | 2 (0+0+0+2)         | 34 min 33 s 1 | + 1 min 41 s 4 |
| 15                                  | 4       | Julian Eberhard        | Autriche           | 0 min 08 s | 6 (0+1+3+2)         | 34 min 36 s 9 | + 1 min 45 s 2 |
| 16                                  | 3       | Dominik Windisch       | Italie             | 0 min 08 s | 5 (2+0+0+3)         | 34 min 57 s 9 | + 2 min 06 s 2 |
| 17                                  | 47      | Tim Burke              | États-Unis         | 1 min 48 s | 2 (0+1+1+0)         | 35 min 11 s 3 | + 2 min 19 s 6 |
| 18                                  | 30      | Jesper Nelin           | Suède              | 1 min 08 s | 4 (0+1+1+2)         | 35 min 15 s 5 | + 2 min 23 s 8 |
| 19                                  | 27      | Antonin Guigonnat      | France             | 0 min 59 s | 5 (2+1+0+2)         | 35 min 27 s 9 | + 2 min 36 s 2 |
| 20                                  | 18      | Emil Hegle Svendsen    | Norvège            | 0 min 45 s | 5 (0+2+2+1)         | 35 min 32 s 2 | + 2 min 41 s 5 |
| 21                                  | 31      | Johannes Thingnes Bø   | Norvège            | 1 min 13 s | 6 (0+2+4+0)         | 35 min 42 s 7 | + 2 min 51 s 0 |
| 22                                  | 16      | Timofey Lapshin        | Corée du Sud       | 0 min 44 s | 4 (1+0+2+1)         | 35 min 50 s 7 | + 2 min 59 s 0 |
| 23                                  | 38      | Michael Rösch          | Belgique           | 1 min 31 s | 1 (0+0+0+1)         | 35 min 55 s 1 | + 3 min 03 s 4 |
| 24                                  | 26      | Klemen Bauer           | Slovénie           | 0 min 58 s | 6 (2+0+2+2)         | 35 min 55 s 9 | + 3 min 04 s 2 |
| 25                                  | 20      | Tero Seppälä           | Finlande           | 0 min 49 s | 5 (1+1+3+0)         | 36 min 09 s 9 | + 3 min 18 s 2 |
| 26                                  | 25      | Dominik Landertinger   | Autriche           | 0 min 57 s | 5 (0+0+1+4)         | 36 min 22 s 2 | + 3 min 30 s 5 |
| 27                                  | 52      | Martin Otčenáš         | Slovaquie          | 2 min 01 s | 3 (0+0+3+0)         | 36 min 22 s 5 | + 3 min 30 s 8 |
| 28                                  | 9       | Serafin Wiestner       | Suisse             | 0 min 24 s | 6 (0+1+3+2)         | 36 min 37 s 0 | + 3 min 45 s 3 |
| 29                                  | 39      | Fredrik Lindström      | Suède              | 1 min 35 s | 5 (0+2+1+2)         | 36 min 41 s 5 | + 3 min 49 s 8 |
| 30                                  | 2       | Michal Krčmář          | République tchèque | 0 min 04 s | 7 (2+0+3+2)         | 36 min 41 s 6 | + 3 min 49 s 9 |
| 31                                  | 22      | Matej Kazár            | Slovaquie          | 0 min 55 s | 5 (1+2+1+1)         | 36 min 42 s 4 | + 3 min 50 s 7 |
| 32                                  | 33      | Lowell Bailey          | États-Unis         | 1 min 16 s | 5 (0+0+3+2)         | 36 min 43 s 3 | + 3 min 51 s 6 |
| 33                                  | 35      | Anton Smolski          | Biélorussie        | 1 min 27 s | 3 (1+1+1+0)         | 36 min 44 s 1 | + 3 min 52 s 4 |
| 34                                  | 21      | Dmytro Pidruchnyi      | Ukraine            | 0 min 49 s | 4 (1+0+2+1)         | 36 min 53 s 2 | + 4 min 01 s 5 |
| 35                                  | 19      | Olli Hiidensalo        | Finlande           | 0 min 48 s | 7 (1+0+2+1)         | 37 min 03 s 9 | + 4 min 12 s 2 |
| 36                                  | 34      | Vladimir Chepelin      | Biélorussie        | 1 min 26 s | 6 (0+0+3+3)         | 37 min 04 s 6 | + 4 min 12 s 9 |
| 37                                  | 42      | Sergey Bocharnikov     | Biélorussie        | 1 min 42 s | 6 (1+3+0+2)         | 37 min 15 s 6 | + 4 min 23 s 9 |
| 38                                  | 40      | Artem Pryma            | Ukraine            | 1 min 36 s | 6 (1+1+2+2)         | 37 min 16 s 3 | + 4 min 24 s 6 |
| 39                                  | 50      | Giuseppe Montello      | Italie             | 1 min 57 s | 3 (0+0+2+1)         | 37 min 21 s 7 | + 4 min 30 s 0 |
| 40                                  | 57      | Anton Babikov          | Russie (OAR)       | 2 min 10 s | 4 (1+1+2+0)         | 37 min 21 s 8 | + 4 min 30 s 1 |
| 41                                  | 36      | Kalev Ermits           | Estonie            | 1 min 28 s | 6 (1+3+0+2)         | 37 min 43 s 0 | + 4 min 51 s 3 |
| 42                                  | 32      | Peppe Femling          | Suède              | 1 min 13 s | 5 (1+1+1+2)         | 37 min 45 s 8 | + 4 min 54 s 1 |
| 43                                  | 49      | Vytautas Strolia       | Lituanie           | 1 min 54 s | 4 (1+0+2+1)         | 37 min 47 s 3 | + 4 min 55 s 6 |
| 44                                  | 48      | Quentin Fillon Maillet | France             | 1 min 49 s | 7 (3+0+2+2)         | 37 min 57 s 2 | + 5 min 05 s 5 |
| 45                                  | 37      | Krasimir Anev          | Bulgarie           | 1 min 30 s | 5 (0+0+3+2)         | 37 min 57 s 9 | + 5 min 06 s 2 |
| 46                                  | 54      | Vladimir Iliev         | Bulgarie           | 2 min 04 s | 7 (1+3+2+1)         | 38 min 08 s 7 | + 5 min 17 s 0 |
| 47                                  | 23      | Jakov Fak              | Slovénie           | 0 min 55 s | 6 (2+1+3+0)         | 38 min 10 s 4 | + 5 min 18 s 7 |
| 48                                  | 51      | Thomas Bormolini       | Italie             | 2 min 01 s | 6 (1+0+4+1)         | 38 min 10 s 7 | + 5 min 19 s 0 |
| 49                                  | 46      | Serhiy Semenov         | Ukraine            | 1 min 46 s | 5 (1+0+2+2)         | 38 min 23 s 7 | + 5 min 32 s 0 |
| 50                                  | 58      | Leif Nordgren          | États-Unis         | 2 min 10 s | 5 (2+2+0+1)         | 38 min 40 s 4 | + 5 min 48 s 7 |
| 51                                  | 29      | Ondřej Moravec         | République tchèque | 1 min 08 s | 8 (1+2+2+3)         | 38 min 45 s 9 | + 5 min 54 s 2 |
| 52                                  | 43      | Roman Yeremin          | Kazakhstan         | 1 min 43 s | 8 (2+1+2+3)         | 38 min 51 s 1 | + 5 min 59 s 4 |
| 53                                  | 41      | Roland Lessing         | Estonie            | 1 min 41 s | 7 (2+1+3+1)         | 38 min 54 s 4 | + 9 min 02 s 7 |
| 54                                  | 44      | Nathan Smith           | Canada             | 1 min 44 s | 4 (0+0+1+3)         | 38 min 58 s 2 | + 6 min 06 s 5 |
| 55                                  | 45      | Tuomas Grönman         | Finlande           | 1 min 46 s | 6 (0+1+2+3)         | 38 min 58 s 9 | + 6 min 07 s 2 |
| 56                                  | 59      | Grzegorz Guzik         | Pologne            | 2 min 13 s | 6 (2+1+2+1)         | 39 min 07 s 3 | + 6 min 15 s 6 |
| 57                                  | 55      | Florent Claude         | Belgique           | 2 min 05 s | 4 (1+1+1+1)         | 39 min 22 s 7 | + 6 min 31 s 0 |
| 58                                  | 60      | Cornel Puchianu        | Roumanie           | 2 min 14 s | 5 (1+1+2+1)         | 39 min 37 s 6 | + 6 min 45 s 9 |
| 59                                  | 53      | Miha Dovžan            | Slovénie           | 2 min 03 s | 7 (0+1+3+3)         | 40 min 13 s 2 | + 7 min 21 s 5 |
| 60                                  | 56      | Anton Sinapov          | Bulgarie           | 2 min 09 s | 8 (0+1+3+4)         | 40 min 49 s 1 | + 7 min 57 s 4 |